# Periš
Periš (cyr. Периш) – wieś w Serbii, w okręgu niszawskim, w gminie Svrljig. W 2011 roku liczyła 125 mieszkańców.